# Казанский, Борис Васильевич
Бори́с Васи́льевич Каза́нский (31 октября (12 ноября) 1889, Новозыбков, Новозыбковский уезд, Черниговская губерния — 4 февраля 1962, Ленинград) — советский филолог, писатель, профессор Пермского, Ленинградского университетов.
Дед Николая Николаевича Казанского.

## Биография
Окончил 10-ю Санкт-Петербургскую гимназию (1908) и историко-филологический факультет Санкт-Петербургского университета (1913). Учился у Фаддея Францевича Зелинского.
С 29 мая 1913 года был женат на Наталии Эрнестовне Радловой (1887—1938), дочери Эрнеста Леопольдовича Радлова. В браке родились дочери Мария (род. 25 марта 1914 г.) и Татьяна (род. 5 апреля 1916 г.).
Весной 1917 года сдал магистерский экзамен и вскоре по предложению министра народного просвещения от 24 июня 1917 года был командирован в Пермь для чтения лекций в Пермском университете в качестве и. о. профессора по кафедре классической филологии.
Работал на историко-филологическом факультете Пермского университета до 1920 года, затем вернулся в Петроград, где преподавал в университете на кафедре классической филологии.
В августе 1920 года поступил на службу в Государственный институт истории искусств, совмещая в 1921—1930 годах работу учёного секретаря института с преподаванием на кафедре классической филологии Ленинградского университета.
В 1934 году стал одним из основателей Союза писателей СССР, делегат 1-го Съезда писателей.
С 1955 года — преподаватель кафедры классической филологии Ленинградского университета и её заведующий до 1957 года.
Умер в 1962 году. Похоронен на Богословском кладбище.

## Творческая деятельность
Принимал участие в деятельности ОПОЯЗа. Занимался пушкиноведением, писал книги о филологии для широкого читателя, состоял членом Союза писателей СССР.
Будучи в Перми, начал всерьез интересоваться современным театром, был одним из создателей студии Пермского народного театра.
В начале 1920-х увлекся теорией немого кинематографа, чему немало способствовала его дружба с Ю. Н. Тыняновым. В 1927 году он написал работу «Природа кино» сыгравшую важную роль в истории отечественного киноведения.
Тогда же возник его интерес к пушкинской тематике, он выступал консультантом при озвучивании фильма «Поэт и царь».
Интересовался проблемами теории и истории театра и кино в течение всей жизни. Ему принадлежит множество заметок и рецензий. в «Записках передвижного театра» о новаторах театра, в частности, о С. Радлове («Театрально-исследовательская студия», 1923).
В 1925 году вышла его работа «Метод театра» (анализ системы Н. Евреинова); также появились его публикации об античных истоках современного театра («Аристотель о началах трагедии», «Возникновение театра», «Общественно-исторический смысл древнегреческой трагедии»). Интерес к истокам современного искусства проявился и в других его работах конца 1920-х («Идея исторической поэтики», «Этнология народной песни», «Обрядность эпической песни»).
Совместно с Ю. Н. Тыняновым редактировал сборники «Поэтика» (1927) и «Фельетоны» (1928). В 1928 году вместе с Тыняновым стал одним из инициаторов издания серии «Мастера современной литературы», был редактором книг о М. Зощенко, И. Бабеле и Б. Пильняке.
Во время Великой Отечественной войны пишет рассказы о простых воинах, защищающих свою страну от фашистов («Счетовод Протасьев», «Стеша — Опрометь» и др.).
После окончания войны продолжает исследования в области классической филологии, истории и теории театра, становится членом «Пушкинской комиссии».
Изучал античный театр, римскую биографическую литературу, античное стихосложение; переводил Лукиана и Горация.

### Некоторые труды
1. Рец: Секст Эмпирик. Три книги пирроновых положений. Пер. с греч. Н. В. Брюловой-Шаскольской под ред. А. И. Малеина. СПб., 1913 // Журнал министерства народного просвещения. 1913, декабрь. Критика и библиография. С. 419—422.
2. Столетие Императорской Публичной библиотеки // Журнал министерства народного просвещения. 1914, январь. Современная летопись. С. 20-47. февраль. Современная летопись. С. 55-70.
3. Заметки к биографии Севера Александра // Журнал министерства народного просвещения. 1914, март. Отдел по классической филологии. С. 126—132.
4. Императорское воспитательное общество // Журнал министерства народного просвещения. 1914, ноябрь. С. 84-103; 1915. январь, Отдел по народному образованию, С. 32- 46.
5. Деятельность Кавказского учебного округа за 1908—1912 // Журнал министерства народного просвещения. 1915, февраль. Современная летопись. С. 35-51.
6. Учение об арсисе и тесисе // Журнал министерства народного просвещения. 1915, август. Отдел по классической филологии. С. 365—374; декабрь. Отдел по классической филологии. С. 543—551.
7. Статьи в «Новом энциклопедическом словаре» Брокгауза и Эфрона: Иллирия (Т. 19. С. 204—206); Испания (частично) С. 733—737; Латины (Т. 24. С. 114—116); Мавритания (Т. 25 С. 289—290); Нумидия (Т. 28 С. 926—927); Отон (Т. 28. С. 926—927).
8. Переводы из Лукиана // Лукиан. СОчинения. Т. 1. М.: Изд. Собашниковых, 1915. Прометей. С. 39-48; Т. 2. М., 1920. Тимон или мизантроп. С. 163—186; Диалоги гетер. С. 246—280; Лукий или осел. С. 281—312.
9. Рец.: Саллюстий. Заговор Катилины, Югуртинская война. Пер. Н. Б. Гольденвейзера. М., 1916 // Биржевые ведомости (утр. выпуск) 27 янв. 1917.
10. 10.Рец.: А. и М. Круазе. История греческой литературы. Пере. Улисеевой под ред. и предисл. С. А, Жебелева. Изд. 2. Пг, 1916 // Биржевые ведомости (утр. выпуск) 27 янв. 1917.
11. Рец.: Александр Блок. Стихотворения. Книга III. Изд. 2. М.: Мусагет, 1916 // Биржевые ведомости (утр. выпуск) 17 февраля 1917.
12. Предисловие редактора к сборнику «Пути науки. Введение в историческое знание». Пермь, 1918. С. 3-4.
13. Культура и сознание // Пути науки. Введение в историческое знание. Пермь, 1918. С. 5-12.
14. Введение в изучение религий // Пути науки. Введение в историческое знание. Пермь, 1918. С. 84-114.
15. Очерк развития идеи бессмертия в античности // Сборник общества исторических, философских и социальных наук при Пермском университете. Вып. 1. Пермь, 1918. С. 5-30.
16. Рец.: Ф. Ф. Зелинский. Древнегреческая религия. Пг., 1918; Ф. Ф. Зелинский. Религия эллинизма. Пг., 1922 // Мысль. 1922. № 2. С. 114—120.
17. Рец.: И. И. Лапшин. Философия изобретения и изобретение в философии. Е. 1. СПб., 1922 // Мысль. 1922. № 3. С. 156—159.
18. Перевод: Письмо к Эллен Терри от её сына. Гордон Крейг // Записки Передвижного театра. № 33. 8 октября 1922. С. 2-3.
19. Новаторы театра // Записки Передвижного театра. № 33. 17 октября 1922. С. 1-2.
20. «Восстание ангелов» в Театре Новой драмы // Записки Передвижного театра. № 38. 14 ноября 1922. С.4.
21. Фактура в театре // Записки Передвижного театра. № 39. 20 ноября 1922. С 2.
22. Театральные болезни // Записки Передвижного театра. № 43. 19 декабря 1922. С 2-3.
23. Рец.: В. Волькенштейн. Станиславский. М., 1922 // Записки Передвижного театра. № 44. 26 декабря 1922. С. 5.
24. Обрядность и театр // Записки Передвижного театра. № 46. 16 января 1923. С. 2-3.
25. Театрально-исследовательская студия (С. Э. Радлова) // Записки Передвижного театра. № 48. 23 января 1923. С. 4-5.
26. Хлебников в постановке Татлина // Записки Передвижного театра. № 58. 5 июня 1923. С. 5.
27. Рец.: «Город». Сборник первый. Пг., 1923 // Записки Передвижного театра. № 58. 5 июня 1923. С. 8.
28. Перевод: Г. Марцинский. Метод экспрессионизма в живописи. Под ред. и с вступ. статьей Н. Э. Радлова. Петербург: Академия, 1923.
29. Рец.: Вл. Соловьев. Письма / под ред. Э. Л. Радлова. Пг., 1923 // Русский современник. 1924. № 1. С. 325—327.
30. Рец.: Д. Н. Овсянико-Куликовский. Воспоминания. Пг., 1923 // Русский современник. 1924. № 1. С. 327—328.
31. Рец.: Б. М. Энгельгарт. Александр Николаевич Веселовский. Пг., 1924 // Русский современник. 1924. № 2. С. 296—297.
32. Рец.: Н. Н. Евреинов. Азазел и Дионис. Пг., 1924 // Русский современник. 1924. № 2. С. 305—306.
33. Рец.: W. A. Berendsohn. Grudformen volkstümlicher Erzälerkunst in den Kinder- und Hausmärchen der Brüder Grimm. Hamburg, 1923 // Печать и революция. 1924. Кн. 6. С. 216—217.
34. Речь Ленина (опыт риторического анализа) // ЛЕФ. 1924. № 1 (5). С. 111—139.
35. Метод тетра (Анализ системы Н. Н. Евреинова). Л.: Academia, 1925.
36. Бытовые основы жертвоприношения в древней Греции // Религия и общество — Л.: «Сеятель», 1926. — С. 103—125.
37. Этнология народной песни // Наука и искусство. 1926. № 1. С. 95-98.
38. Идея исторической поэтики // Временник Отдела словесных искусств Государственного Института истории искусств. Вып. 1. Поэтика. Л., 1926. С. 6-23.
39. Редактирование сборника: Временник Отдела словесных искусств Государственного Института истории искусств. Вып. 3. Поэтика. Л., 1927.
40. Совместно с Ю. Н. Тыняновым редактирование и вступительная статья «От редакции» в Сборнике Общества изучения художественной словесности «Вопросы современной литературы. Фельетон». Л., 1927. С. 5-9.
41. Природа кино // Поэтика кино / под ред. Б. М. Эйхенбаума. М.; Л., 1927. С. 87-135.
42. Обрядность эпической песни // Известия Ленинградского университета. 1928. Т. 1. С. 101—115.
43. Совместно с Ю. Н. Тыняновым редактирование серии «Мастера современной литературы» 1. Михаил Зощенко. Л., 1928; 2. И. Э. Бабель. Л., 1928; Борис Пильняк. Л., 1928
44. Гибель Пушкина // Звезда. 1928. № 1. С. 102—117.
45. П. А. Каратыгин. Записки. Новое издание по рукописи под ред. Б. В. Казанского при участии Ю. А. Нелидова, Ю. Г. Оксмана и Н. С. Целина. Т. 1-2. Л.: Academia, 1928—1929.
46. Новые данные о деле 1 марта 1887 г. Публикация отрывка из дневника А. П. Араповой // Каторга и ссылка. 1930. Кн. 10 (71). С. 137—146.
47. Приключения слов. ОГИЗ; Молодая гвардия, 1935.
48. А. С. Пушкин. Полное собрание сочинений в шести томах. Том шестой. М.; Л.: ГИХЛ, 1931. Путеводитель по Пушкину. Статьи: Грибоедов (С. 106—107); Катенин (С. 174—175); Н. И. Кравцов (С. 188—189); Кюхельбекер (С. 214—216); П. А. Осипова (С. 266—267); Ек. Н. Раевская (С. 305); А. Н. Раевский (С. 306); Н. Н. Раевский (старший) (С. 306—307); Н. Н. Раевский (младший) (С. 307).
49. Античные аспекты сюжета «Тристана и Изольды» // Труды Института языка и мышления. II. Тристан и Изольда. Л., 1932. С. 115—135.
50. Разорванные письма // Звезда. 1934. № 3. С. 141—149.
51. Разработка биографии Пушкина // Литературное наследство. 1936. № 16-18. С. 1137—1158.
52. Рец.: Аристофан. Комедии. 1934 // Звезда. 1934. № 9. С. 188—189.
53. Разгаданная надпись. М.: Детгиз, 1934.
54. Новый перевод Аристофана // Литературный Ленинград. 1934. № 20.
55. Рец.: С. Н. Сергеев-Ценский. Невеста Пушкина. 1934 // Звезда. 1935. № 2. С. 242.
56. К истолкованию лидийских надписей // Известия Академии наук СССР. Отделение общественных наук. 1935. № 3. С. 286—295.
57. Разгаданная надпись. Изд. 2., дополненное. М.: Детгиз, 1935.
58. Переводы: Лукиан. Собрание сочинений. М.; Л., 1935. Т. 1. Прометей или Кавказ. С. 127—136; Диалоги гетер. С. 202—238; Т. 2. Тимон или Мизантроп. С. 234—259; Лукий или осел. С. 444—478.
59. Новый собеседник Пушкина // Литературный Ленинград. 1935. № 46.
60. Новые материалы о дуэли и смерти Пушкина (из собрания П. Е. Щеголева) // Пушкин. Временник Пушкинской комиссии. 1. М.; Л., 1936. С. 236—249.
61. Дневник Пушкина (по поводу интерпретации Д. П. Якубовича) // Пушкин. Временник Пушкинской комиссии. 1. М.; Л., 1936. С. 265—282.
62. Рец.: Леонид Гроссман. Карьера д’Антеса М., 1935) // Пушкин. Временник Пушкинской комиссии. 1. М.; Л., 1936. С. 351—354.
63. Разговор с англичанином) // Пушкин. Временник Пушкинской комиссии. 2. М.; Л., 1936. С. 302—314.
64. Замечания на книгу «Рукою Пушкина. Несобранные и неопубликованные тексты. Подготовили к печати и комментировали М. А. Цявловский. Л. Б. Модзалевский, Т. Г. Зенгер» (М.; Л., 1935) // Пушкин. Временник Пушкинской комиссии. 2. М.; Л., 1936. С. 426—427.
65. Письмо Пушкина Геккерну. Загадочный отрывок Пушкина // Звенья. Сборник материалов и документов по истории литературы, искусства и общественной мысли. Сб. 6. М.; Л., 1936. С. 5-100.
66. Перевод писем Вальтер Скотта // Звенья. Сборник материалов и документов по истории литературы, искусства и общественной мысли. Сб. 6. М.; Л., 1936. С. 837—838.
67. Переводы из Горация // Античные теории языка и стиля / под ред. О. М. Фрейденберг. М.; Л., 1936. С. 196—197; 198; 213; 227.
68. Накануне трагической гибели. Календарь последних дней Пушкина // Литературный Ленинград. 1936—1937. № 5-7.
69. Гибель поэта // Литературный современник. 1937. № 3. С. 219—243.
70. Рец.: В. В. Вересаев. Спутники Пушкина. Т. 1-2. 1937 // Литературное обозрение. 1937. № 14. С. 41-44.
71. Гибель Пушкина. Обзор литературы за 1837—1937 // Пушкин. Временник Пушкинской комиссии. 3. М.; Л., 1937. С. 445—457.
72. Начало Испании // Советская этнография. 1938. № 1. С. 185—195.
73. Рец.: Толковый словарь русского языка. Ред. Д. Н. Ушаков и Б. М. Волин. Т. 2. М., 1938 // Большевистская печать. 1938. № 16. С. 44-45.
74. Комментарий: А. Н. Веселовский. Заметки и сомнения о сравнительном изучении средневекового эпоса // А. Н. Веселовский. Собрание сочинений. Т. 16. М.; Л., 1938. С. 261—288.
75. Начало Испании // Культура Испании / отв. ред. В. Ф. Шишмарев. М., 1940. С. 9-20.
76. Рец.: Л. Успенский. Что означает наше имя? Л., 1940. // Детская литература. 1940. № 10. С. 62-63.
77. Западные образцы «Современника» // Пушкин. Временник Пушкинской комиссии. 6. М.; Л., 1941. С. 385—381.
78. Счетовод Протасьев. Рассказ артиллериста. Л.: Советский писатель, 1941.
79. Рец.: История греческой литературы. Под ред. С. И. Соболевского и др. Т. 1. М., 1946 // Вестник Ленинградского университета. 1947. № 4. С. 166—170.
80. Аристотель о началах трагедии // Вестник Ленинградского университета. 1947. № 7. С. 70-86.
81. Возникновение театра // Вестник Ленинградского университета. 1949. № 9. С. 43-65.
82. Перевод: Лукиан. Избранные атеистические произведения. М., 1955. С. 72-80 («Прометей»).
83. Ред.: Латинский язык. Методическое пособие. Изд-во ЛГУ, 1956.
84. Общественно-политическая обстановка возникновения драмы // Ученые записки Ленинградского университета. № 192. Серия исторических наук. Вып. 21. 1956. С. 3-20.
85. Руц.: Словарь иностранных слов. Под ред. И. В. Лехина и Н. Ф. Петрова. Изд. 5. М., 1955 // Вопросы языкознания. 1956. № 5. С. 118—122.
86. Общественно-исторический смысл древнегреческой трагедии // Научные доклады высшей школы. Филологические науки. 1958. № 3. С. 108—122.
87. В мире слов. Л., 1958.
88. Нынешнее состояние гомеровского вопроса // Классическая филология. Л.: Изд-во ЛГУ. 1959. С. 3-23.
89. Загадки Эллады // Хочу все знать. Л., 1959. С. 187—193.
90. Перевод: Лукиан. Разговоры гетер // Лукиан из Самосаты. Избранное. М., 1962. С. 342—369.
91. Ян Длугош. Грюнвальдская битва. Пер. Г. А. Стратановского / под ред. Б. В. Казанского. Примечания Б. В. Казанского и Л. В. Разумовской. М.; Л., 1962. (Серия «Литературные памятники»).
92. Историческое значение хеттского (иероглифического) и финикийского текстов надписей КараТепе // Древний мир. Академику Василию Васильевичу Струве. М., 1962. С. 273—280.
93. Разговор с иероглифом. М., 2002.
94. Приключения слов. СПб.: Авалон; Азбука-классика, 2006.
95. В мире слов. 2 изд. СПб.: Авалон; Азбука-классика, 2006.